# غابات أبو قبيس
غابات أبو قبيس من الغابات الطبيعية في الجمهورية العربية السورية، في محافظة حماة، منطقة السقيلبية ناحية سلحب وهي غابات ذات أشجار دائمة الخضرة بمعظمها. تتبع معظم مساحات هذه الغابات لمحافظة حماة، وتقع  على بعد حوالي 60 كم إلى الشمال الغربي من مدينة حماة.
غابات أبو قبيس من سلسلة الغابات السورية ومن الناحية الطبيعية تتميز هذه الغابات بوجود تنوع حيوي هائل. فهي تحوي 350 نوعًا نباتيا من الأنواع النادرة والمهددة، و35 نوعا من النباتات الطبية والعديد من الأنواع التزيينية، ومجموعة كبيرة من الأصول الوراثية للأشجار المثمرة والمحاصيل الغذائية والعلفية.
ولا تزال هذه الغابات غنية نسبياً بأنواع مختلفة من الحيوانات انقرض كثير منها من منطقة بلاد الشام نتيجة الضغط السياحي أو الصيد الجائر وتحويل الأراضي، ففي هذه الغابات تتواجد الغزلان والسناجب والضباع والذئاب والثعالب والدلق وغيرها من الحيوانات، كما يتواجد فيها أنواع عديدة من الطيور كنقار الخشب السوري والهدهد وعشرات الأنواع الأخرى. ومن الحيوانات التي انقرضت فيها النمر السوري.
من الناحية التاريخية تتواجد في هذه الغابات العديد من الآثار التي تنتمي لحقب تاريخية مختلفة مرت على هذة المنطقة من سوريا وحصون وقلاع أهمها قلعة أبو قبيس التي تنتمي للحقبة الرومانية.
وهذه الغابات محمية بناء على القرار رقم 25 ت تاريخ. 29 - 5 - 1995 لحماية الغابات السورية. وتبلغ المساحة المقترحة 4000 هكتار ولكنها قابلة للزيادة.
تنتشر  ضمن المحمية وعلى تخومها داخل غابات محمية أبو قبيس القرى والبلدات المتواجدة التالية:
- مشتى البيرة
- المزرعة
- بيرة الجبل
- التمازة
- الكنائس
- أبو قبيس.